# 서울특별시도 제28호선
서울특별시도 제28호선(필동 ~ 도봉선)은 서울특별시 중구 충무로5가의 퇴계로4가 교차로와 도봉구 도봉동 시계를 잇는 서울특별시도이다.

## 경유도로
- 창경궁로: 퇴계로4가 ~ 한성대입구역
- 동소문로: 한성대입구역 ~ 미아사거리
- 도봉로: 미아사거리 ~ 도봉구 시계